# جيف وتون
جيف وتون (بالإنجليزية: Jeff Wootton)‏ هو عازف قيثارة بريطاني، ولد في 12 مايو 1988 في مانشستر في المملكة المتحدة.

## وصلات خارجية
- جيف وتون على موقع ميوزك برينز (الإنجليزية)
- جيف وتون على موقع ديسكوغز (الإنجليزية)